# Tom McIntyre
Thomas Peter McIntyre, detto Tom (6 novembre 1998), è un calciatore scozzese, difensore del Portsmouth.

## Caratteristiche tecniche
È un difensore centrale.

## Carriera

### Club
Ha giocato nella seconda divisione inglese con il Reading dal 2016 al 2023, per un totale di 95 presenze e 6 reti in questa categoria.

### Nazionale
Ha giocato nelle nazionali giovanili scozzesi Under-17 ed Under-20.
L'11 settembre 2018 ha esordito con la nazionale Under-21 scozzese disputando il match di qualificazione per gli Europei del 2019 perso 2-1 contro i Paesi Bassi.

## Palmarès

### Club

#### Competizioni nazionali
- Football League One: 1

Portsmouth: 2023-2024